# レイドック
『レイドック』（LAYDOCK）とは、T&E SOFTが開発、発売したコンピュータゲーム。ゲームジャンルとしてはシューティングゲームに当たるが、レベルなどロールプレイングゲームとしての要素も含む。
二人同時プレイ可能な縦スクロール型シューティングゲームであるが、後のタイトルでは横スクロール面も追加されている。

## 基本ルール
操作は８方向移動＋メインショットと、「オプションウェポン」（後述）と呼ばれるサブショットの発射。
自機は敵弾や敵本体・障壁などの障害物との接触や、一部地上物の破壊によってシールドエネルギーが減少していく。シールドエネルギーは特定の地上物を破壊する事で上昇する。エネルギーを全て失うとゲームオーバーとなる。二人同時プレイ時は二機ともやられた時点でゲームオーバーとなる。途中参加やステージ途中でのコンティニューはできない。
二人同時プレイ時は「ドッキング」（後述）を行う事により、片方が操縦とメインショットの発射、もう片方がオプションウェポンの発射を担当する。
各ステージラストに控えるボスキャラを倒すとステージクリアとなる。
ステージクリア時の敵撃墜率により自機のレベルがアップし、一定レベルに達すると新しい武器が使用できる様になる。自機のレベルは、パスワードあるいはディスクへ保存する事で次回プレイ以降も保持される。

### ドッキング
二人同時プレイ時に両機のシールド値が一定以上あると（「スーパーレイドック」以降はドッキングエネルギーが一定値まで貯まると）プレイヤー機同士が合体（ドッキング）し、ショットが強化され、強力なオプションウェポンを使用する事が出来る。
ドッキングには縦方向と横方向の二種類があり、それぞれ別のオプションウェポンを割り当てられる。
シールド値が一定値まで減少するとドッキングが強制解除される（スーパーレイドック以降は被ダメージによりドッキングエネルギーがゼロになると強制的に合体が解除される）。
ドッキングすると両機のシールド値が平均化されるため、シールド値が多いプレイヤーが少ないプレイヤーにシールドを分け与えることができる。

## シリーズ作品

### レイドック
ハードウェアによる縦スムーススクロール機能を持つ機種で発売された。二人プレイ時においてプレイヤー同士が合体すると、メインウェポンの強化と複数オプションウェポンの選択・使用が可能となる。このシステムは続編にも継承されている。
「魅せてあげよう、1ドットのエクスタシー」のキャッチコピーは、MSX2のVDPには、スプライトの衝突判定が機能として存在し、表示位置の比較ではなく、ドット単位での移動、描画、衝突判定が可能だった事を示している。そのため、移植された機種ではそのコピーは使われなくなった。
最初に発売されたMSX2版は、国内版はディスクが1DDでタイトル画像（タイトルCG）が収まらなかったため、CGのみを収めたカセットテープが付属した。その後ソニーから発売された海外版と、ソフトベンダーTAKERUで販売されたものは、ディスクが2DDに変更されたためタイトル画面もディスクに収録されカセットテープは付属しなくなった。
スクロールに伴いスプライトを非表示にする座標にスプライトが置かれることで、キャラクターが消える瞬間が発生する。
オープニングデモでは、PSGによる1BitPCMでの音声合成を駆使し、無線交信を再現している。この際、海外版ではタイトルCGが表示されるが、国内版はブランク画面に音声のみが再生される。
なお、このゲームでのメニュー画面のウィンドウ処理はハードウェアが有する描画プライオリティー機能によるものではなく、データも保持したマルチウィンドウとして実装されている。
MSX2版では戦闘中、シールドエネルギー残量が表示されず、シールド残量が1000を割ると自機が点滅し始め、さらに減少すると点滅のスピードが速くなりゼロになるとゲームオーバーになる。二人プレイの場合は両プレイヤーのシールドの合計が1000を割るとドッキングが不可能になる。
後に発売された2機種版の内容はMSX2版の内容に加え、画面右端にインフォメーションボードの追加（点数、使用中オプションウェポン名称、プレイヤーの残シールド量などを表示）、FM音源に対応したBGMの追加などがなされた。
当たり判定については、敵、自機に等しく、敵キャラクタもまた、障害物に衝突した場合は破壊される。
FM77AV版はその強力なCPU処理能力と画像表示機能をハード的に補助する周辺回路であるグラフィックスサポートにより、表示色、解像度共に最も高い仕上がりになっている。反面、登場キャラクターが多いシーンでは処理落ちも見られる。また、オープニングデモの音声合成はオミットされた。
MZ-2500版は、4096色パレットボードに対応するが320✕200ドット16色の描画である。ハードウェアによるスムーススクロールこそあるものの、スプライト機能を有しないMZ-2500では3ドットの単位でキャラクタは描画、判定される。MZ-2520では動作しない。有志がMZ-2500版をX68000に移植したものも存在する。

### スーパーレイドック ミッションストライカー
ハードウェア縦スクロール機能を持たない機種で発売。8ドットスクロール。キャッチコピーは「更にS・U・P・E・R」。サブタイトルの「ミッションストライカー」は公募により採用された。
レイドックからBGMや面構成、演出が強化され、前作FM版およびMZ版から採用されたインフォメーションボードが本作にも実装された。また、プレイ内容による難易度調整も実装されている。
MSX版は2MbitROMカートリッジを採用したがバッテリーバックアップ機能は搭載されておらず、セーブはパスワード方式である（レベルと装備のみ）。またMSX版のみ、モデムを使用して全国のプレイヤーとハイスコアを争う事が出来るネットワークバージョンが存在し、京都の通信事業者・日本テレネットから発売された。
X1版では、オープニングデモのアニメーションが大幅に追加され、搭乗者の乗り込みシーン、自機の発進シーンなどが追加されている。またFM音源にも対応しており、その際PSGは効果音のみに用いられる。
X68000版も発売予定だったが、写真が一度雑誌に掲載されたまま延期が続き機を逸して開発中止となった。X1版を独自に移植したものも、スクリーンショットは公開されたもののプログラムの公開などは行われなかった。

### レイドック2 LAST ATTACK
MSX2+本体と同時発売。キャッチコピーは、「これは、最大最後の戦いの記録である」。販売元は松下電器産業株式会社・パナソフトセンターでパッケージに「Panasoft」のロゴ記載あり。
FM音源対応。MSX2+の自然画モード（SCREEN 12）に対応したタイトルグラフィックが2枚収録されている（うち一枚は後述する裏技で見られる）。またステージ中間のアニメデモも強化された。
対応ハードがハードウェア縦横スクロール機能を実装した事を受け、横スクロール面が追加された。これに加え、単純な縦横のみならず斜め方向にもスクロールする。またこのスクロール機能を生かし、BGで描かれた複数画面を占有する巨大ボスキャラクターが複数登場する。
メインショットとオプションウェポンの発射が１ボタンに統合され、もうひとつのボタンはオプションウェポン選択ボタンとなり、一人プレイ時でもステージ途中で全オプションウェポンが選択できる様になった。二人同時プレイのドッキング時はオプションウェポンの性能が強化される。
機種チェックを行っていないためMSX2でも動作するが、自然画モードのグラフィックは色化けして表示され、横スクロールステージがスクロールせずに裏画面の書き換えのみが表示される。

### あーぱーみゃあどっく
レイドックシリーズのパロディ版。元々イベント用として公開されたタイトル。パナ・アミューズメントコレクションに収録されて市販され、その後MSX・FANの付録ディスクにも収録された。FM音源・PSG両対応で、それぞれ専用のBGMが用意されている。
基本的なゲーム内容はレイドック2をベースとし、ゲームの舞台を当時T&E SOFTの本社屋があった愛知県名古屋市としている。縦横スクロール面各1ステージが収録されていて、縦スクロールステージはMSX2/2+兼用、横スクロールステージはMSX2+専用となっている。
キャラクターはデフォルメされ、また敵キャラクターは名古屋を中心とした愛知県に縁のあるキャラクターに変更されている。一例として敵キャラクターはエビフライ、コアラ（名古屋市の東山動植物園は日本で初めてコアラを招致した）、大須ういろの提灯マーク、デポちゃん（かつて名古屋で開催された世界デザイン博覧会のマスコットキャラ）、タコ（日間賀島の名物）など。背景は名古屋テレビ塔、サカエチカ、名古屋市営地下鉄東山線栄駅ホーム、名古屋市交通局5000形電車車両など。自機のオプションウェポン名は「キシメン」「ウイロー」といった当地の名産品の名前。ステージボスは縦横ステージとも名古屋城となっている。
一人プレイではジョイスティックが使用できず、二人同時プレイ時の2プレイヤー側のみスティック使用可能という仕様になっていたが、プロジェクトEGG版では両プレイヤーともジョイスティックが使えるようになっている。

## オプションウェポン
シリーズ共通の要素として、敵を破壊していくとステージクリア後に自機のレベルがアップし、以下の様な武装が追加される。
レイドックでは単独プレイ時はオプションウェポンが最初はBULLPUPに固定されるが、自機が一定のレベルに達すると任意に選択できるようになる。
スーパーレイドックでは単独プレイ時、ステージ開始前に一部のウェポンから任意に選択できるが、ステージ途中では変更できない為、ボスが地上物の場合対地ミサイルを選択しないとクリアできない（レイドックと違ってボスが逃げない）。
レイドック２ではステージ途中でもウェポンをボタン押下で切り替えられる様になった。

1:レイドック、S:スーパーレイドック、2:レイドック2、あ:あーぱーみゃあどっく。
| 名称           | 登場  | 性能 |
| -------------- | ----- | --- |
| BULLPUP        | 1,S,2 | 空対地ミサイル。自機の前方に（2の横スクロール面では前方斜め下へ放物線状に）一発ずつ発射する。1では開始当初は使用できず、レベル10に到達すると実装される。2のドッキング時はX1版SのBULLDOGと同じ仕様となる。 |
| TORA           | 1,S,2 | 細長い対空レーザービームを前方に発射する。発射後、自機のX軸（2の横スクロール面ではY軸）移動にあわせてワインドする。1では自機レベルが一定以上上がるとメインショットがレーザーに換装される（通常武器扱い）。2ではドッキング時、2本のレーザーを交互に発射する。 |
| BULLDOG        | 1,S   | 対地誘導ミサイル。1では直進するミサイルのX軸をコパイロットが操作できる。MSX版Sではミサイルの直進方向を8方向に操作出来る様になった。X1版Sでは照準を操作して任意の場所を狙える様になったが、ターゲットロック状態を維持できない。 |
| ADEN           | 1     | 対空拡散バルカン。自機の斜め左右前方へ計4発の弾幕を張る。 |
| ALPHA          | S,2   | ADENの改良型。Sでは自機の前方に6発の弾を逆ハの字に発射する。2では正ハの字の弾を分離時に2発、ドッキング時に6発発射する。 |
| CONDOR         | 1,S,2 | 対地自動誘導ミサイル。発射されると前方ないし斜め前方に向かって飛び、自機近くの地上敵とX軸が合うと直進して破壊する。ただし自機より後方の敵には反応せず、一部の地上施設に反応しない。地上敵が画面上に存在しない場合はボタンを押しても発射できない（画面内に隠れキャラクターが隠れているポイントでも発射できない）。2では誘導性能が向上して真横や後方へも飛翔する様になり、ドッキング時には全方位に3発同時発射する。 |
| WING           | X1-S  | ボタンを押下している間、弓状のビームが拡大と縮小を繰り返すので、任意の大きさのところでボタンを離すと発射される対空兵器。敵弾とも当たり判定がある。発射準備中のビームに敵や敵弾が接触すると、その時点で自動的に発射される。 |
| DOUBLE         | S,2   | 対地ミサイルを自機の左右に一発ずつ発射する。BULLPUPと違い画面端まで飛ぶ。地上敵に重なって撃てば一度に2発分のダメージを与えられる。2ではドッキング時、左右に3発ずつ発射する。 |
| SPECIAL        | 1,S   | ドッキングエネルギーを消費して、画面上の空中敵と敵弾を一掃する。 |
| MERRY          | S,2   | 全方位対空砲。コパイロットが方向キーで発射方向を選択できる。2では分離時も使用可能となり、方向キーを押した方向へ発射される。 |
| SLOW           | S     | ボタンを押している間、ドッキングエネルギーを消費して敵の移動速度を半減させる。 |
| KILLER         | 1,S,2 | 敵弾や空中敵の衝突によるダメージを防ぐバリア。1では一定時間自機全体に発生しダメージを軽減。Sではコパイロットが方向キーを押した方向にピンポイントバリアを発生させる。2では分離時はダメージを半減させるミニバリアを、ドッキング時は自機の周囲を回転しながら防御するバリアを発生させる。 |
| FIRE           | S,2   | 貫通力を持つ対地熱光弾を自機の前方に発射する。Sではドッキング時専用武装だったが2では分離時でも使用可能になり、更にドッキング時にはナパーム弾を発射する様になった。 |
| MINE           | 2     | 対空機雷。自機前方に分離時は2発、ドッキング時は6発の空中機雷を散布する。機雷はスクロールで流れていってしまう。 |
| B-ADEN         | 2     | 分離時はALPHAと同じ弾を自機の後方に発射する。ドッキング時は、追尾性能が非常に高い対空自動追尾ミサイルを6発発射する。 |
| ブルパップ     | あ    | 2のBULLPUPと同性能。 |
| ウイロー       | あ    | 2のALPHAと同性能。弾の色がういろうの様にカラフルに変わる。 |
| キシメン       | あ    | 2のTORAと同性能。 |
| エビフライ     | あ    | 2のMINEと同性能。機雷の代わりにエビフライを散布する。 |
| アカ矢         | あ    | 2のDOUBLEと同性能。 |
| アオ矢         | あ    | 2のCONDORと同性能。 |
| センナリ       | あ    | 2のKILLERと同性能。両口屋是清の和菓子に似た円形のシールドを張る。 |
| ナゴヤコーチン | あ    | 2のFIREと同性能。名古屋コーチン風の地上弾を発射する。 |
| パチンコ玉     | あ    | 2のMERRYと同性能。 |

## 備考
- 3作品とも全ステージクリア後にパスワードが表示される。ゲーム販売当時、このパスワードをマニュアル付属の申請用紙に書き写してT&E SOFTに送付すると、シリアルナンバー入りの階級証（プラスチックカード）がプレゼントされた。クリア時の自機レベルに応じて、宙軍大佐・中佐・少佐といった専用の階級証があった。
- レイドック及びスーパーレイドックのタイトル画面で流れる、本部とプレイヤー機との交信音声を演じたのは、ビーピーエス社のヘンク・ブラウアー・ロジャースとコンラッド・Ｔ・小沢である。
- MSX版スーパーレイドックを起動する際、予めスロット2にMSX版DAIVAのROMカートリッジを差し込んでおくと、特定のステージ開始時に『DAIVA・アスラの血流』の主人公ラトナ=サンバが登場し、攻略のヒントをくれる。
- スーパーレイドックのシーン5ボスにて、画面の左右端を対地ミサイルで撃つと「ふ（実際には●に白抜き文字の“ふ”）」の文字が出現し、空中敵が出現しなくなる。この文字は、当時T&E SOFTに在籍していた開発スタッフ・山本哲也のニックネーム「山本風太郎（風太郎の「ふ」を取って、◯の中に「ふ」の一文字で表していた）」に由来する。
- スーパーレイドックのシーン7序盤の海上にて、画面右端より約1/3の辺りの特定ポイントを対地ミサイルで撃つと首長竜が出現し、ステージボスに到達しスクロールが止まった時点より火山弾が吹き出なくなる。
- スーパーレイドックのシーン11は、障壁内部の背景部分に当たり判定が無い為、障壁の内側を移動して地上敵を避けて進む事が出来る。
- レイドック2のエリア1・シーン2ボス（巨大アメーバ）の左下には見えない当たり判定が存在する。進行上、ここを通過しないとならない為どうしてもダメージを食らってしまう。
- レイドック2のエリア2・シーン2にはエリア1の様な巨大ボスが存在せず、同ゲームのサントラにはこのシーン用に用意されたと思われる未使用楽曲が収録されている。
- レイドック2をディスク2から起動すると、スーパーレイドックのパッケージに使用されていたイラストの自然画グラフィックが表示される。
- レイドック2とあーぱーみゃあどっくはMSX2でも一応動作する。ただし斜めスクロール部分が表示されず、横スクロールシーンでは背景がジワジワと表示されてくるため非常に遊び辛い。